# Homeland (Floryda)
Combee Settlement – jednostka osadnicza w Stanach Zjednoczonych, w stanie Floryda, w hrabstwie Polk.